# 加齐普尔
加齐普尔（Ghazipur），是印度北方邦Ghazipur县的一个城镇。总人口95243（2001年）。

## 人口
该地2001年总人口95243人，其中男性50124人，女性45119人；0—6岁人口12730人，其中男6565人，女6165人；识字率69.31%，其中男性为75.90%，女性为62.00%。